# 特種空勤團 (澳大利亞)
空降特勤團（英語：Special Air Service Regiment，縮寫：SASR、SAS）是隸屬於澳洲陸軍的精銳特種部隊，可追溯到1957年仿照英國空降特勤團成立，連格言“敢做就贏”（Who Dares Wins!）都是沿襲該部隊，該團還吸收了二次大戰期間的澳洲特種偵察和突擊隊等單位的實戰經驗，例如：Z特別小組（“Z隊”）。SASR的基地是位於澳洲西部的坎貝爾軍營，並由特種作戰司令部直接指揮。該部隊曾參與了在婆羅洲、越南、索馬里、東帝汶、伊拉克和阿富汗等地的軍事行動及維和行動。空降特勤團也會進行反恐作戰，並已參與了多次在國內的保安行動。

## 扮演的角色

### 任務和能力
空降特勤團是隸屬於澳洲陸軍的特種部隊，它目前受到特種作戰司令部的直接指揮。該部隊的職責是要為澳洲國防軍提供特種作戰能力，包括：以特殊的方式支援敏感的戰術行動、特別回收任務、為友軍擔任顧問和提供軍事訓練、特別偵察、精確打擊及直接行動等。他們通常會被要求分成小隊在敵方控制的領土上進行隠蔽的長距離偵察和監視行動，而突擊隊伍則會以較大規模的小組發起突襲。除了在常規作戰中跟敵軍戰鬥以外，空降特勤團也會執行反恐任務。該團的其他功能包括：訓練當地友軍或叛亂勢力，在動盪地區中撤離澳洲公民以及人道援助。他們也會執行反叛亂行動。

### 戰場作戰和特別偵察
在擔任長距離偵察的崗位當中，空降特勤團通常會以由5到6人組成的巡邏隊伍對敵方控制的領土進行滲透並向友軍提供有關敵方的活動和能力等的軍事情報。在這種任務當中，空降特勤團會盡一切所能避免跟敵方發生交火。他們也會引導友軍的火力支援，包括空襲。空降特勤團的偵察巡邏隊伍能夠透過海陸空三棲進行佈署，並已被證明能夠在叢林、沙漠以及山地等地形覆蓋廣大的距離和保持隱蔽。他們也會針對高價值目標（包括：敵軍的基地、機場及通信網絡等）發起破壞和突襲。

### 反恐及特別回收
空降特勤團的另一個重要的職責為反恐作戰，在部隊當中組成了西岸戰術突撃群以應付澳洲西岸的突發事件和國際行動。西岸戰術突撃組負責執行超出警察戰術群任務範圍的軍事行動。這些進攻性質的反恐作戰包括直接行動和人質救援。他們也具備登上移動中的船隻和海上石油平台的能力。

## 歴史
澳洲空降特勤團是根據在二戰時期在太平洋西南部對抗日本皇軍的Z特別單位、M特別單位、獨立連隊及海岸監視團的經驗下創立。這些單位在戰後不久便因應澳洲軍隊的復員而遭到解散。然而，由於觀察到英國空降特勤團在1950年代馬來亞危機期間的行動，澳洲陸軍便決定了要建立自己的空降特勤團。於是，第1空降特勤團於1957年在澳洲西部的Swanbourne建立，當時該團有16名軍官和144名不同軍銜的士兵。在1960年，該團成為了澳洲皇家軍團的一部份，並專責於突擊隊和特種部隊的任務。於1964年8月20日，空降特勤團獲得了團級的地位並擴大到兩個小隊和一個基地，從此不再隸屬於澳洲皇家軍團。於1965年4月30日，建立第3小隊的要求已被批准，以作為澳洲陸軍全面擴軍的一部份。
在成立後空降特勤團先後參與了印馬對峙、越南戰爭、2001年阿富汗戰爭及伊拉克戰爭等多場衝突，並在世界各地多個戰亂地區執行了維和任務。

## 選拔和訓練
澳洲空降特勤團的選拔過程相當嚴格，在長達21天的選拔課程當中每名考生在體能、心理承受能力、團體精神等各方面都會遭到很大考驗，期間考生需在斯特林山脈完成艱苦的長途行軍和小組訓練，途中只有少量或沒有食物和睡眠時間。隊員們亦必須學會基礎巡邏技巧、定向、跳傘、通訊技巧、急救、戰場生存技巧、武器操作、拆彈及城市作戰技巧等各項領域上的技能。在完成課程後該名士兵會獲得一頂泥色的貝雷帽並被佈署到小隊。而軍官更需要完成額外的課程以學習管理和指揮自己的隊伍。
另外，該團的反恐訓練包括：近身距離作戰、破門、突擊車輛或其他載具以及對高層建築發動攻堅等，這些訓練都是在多個先進的訓練設施內進行。
從成立至今，澳洲空降特勤團在訓練中殉職的隊員比起在實戰中殉職的還多。
澳洲空降特勤團跟多國的特種部隊有著密切的交流和聯合訓練，尤其是和英國陸軍空降特勤團、英國海軍舟艇特勤團、紐西蘭空降特勤團、美國陸軍特種部隊以及美國海軍海豹突擊隊等部隊。他們也積極於訓練東南亞國家的軍隊和跟他們聯合演練。

## 部隊架構
- 團部
- 第1中隊
- 第2中隊（2020年11月解散）
- 第3中隊
- 第4中隊
- 第152信號中隊
- 特別支援中隊
- 作戰支援中隊

## 已知裝備

### 個人武器

#### 手槍
| 武器名稱         | 原產地 | 備註                |
| ---------------- | ------ | ------------------- |
| FN Hi-Power MK 3 | 比利时 | 已退役              |
| HK USP9          | 德国   | -                   |
| 克拉克19         | 奥地利 | 包括最新的第5代型號 |

#### 衝鋒槍
| 武器名稱 | 原產地 | 備註   |
| -------- | ------ | ------ |
| 史特林   | 英国   | 已退役 |
| HK MP5A3 | 德国   | 已退役 |
| HK MP5A5 | 德国   | -      |
| HK MP5K  | 德国   | -      |

#### 霰彈槍
| 武器名稱  | 原產地 | 備註         |
| --------- | ------ | ------------ |
| 雷明登870 | 美国   | 主要用作破門 |

#### 突擊步槍／戰鬥步槍
| 武器名稱    | 原產地 | 備註                                                                          |
| ----------- | ------ | ----------------------------------------------------------------------------- |
| L1A1 SLR    | 英国 · | 已退役                                                                        |
| 柯爾特M4A1  | 美国   | 現役的步槍大多配備Troy Alpha 13寸護木，命名為“M4A5”。曾經會加裝M203榴彈發射器 |
| Mk 18 Mod 0 | 美国   | -                                                                             |

#### 狙擊步槍
| 武器名稱          | 原產地 | 備註       |
| ----------------- | ------ | ---------- |
| 帕克·黑爾M82      | 英国   | 已退役     |
| SR-98             | 英国   | 已退役     |
| 布拉塞爾R93 LRS 2 | 德国   |            |
| HK PSG1           | 德国   | 已退役     |
| KAC SR-25         | 美国   | 已退役     |
| HK417             | 德国   | -          |
| M14 EBR           | 美国   | 已退役     |
| 精密國際AW50F     | 英国   | 反器材步槍 |
| 巴雷特M82A1       | 美国   | 反器材步槍 |
| 巴雷特M107A1      | 美国   | 反器材步槍 |

#### 輕機槍／通用機槍
| 武器名稱   | 原產地 | 備註 |
| ---------- | ------ | ---- |
| F89 Minimi | 比利时 | -    |
| Maximi     | 比利时 | -    |
| FN MAG     | 比利时 | -    |

#### 反裝甲武器
| 武器名稱        | 原產地 | 備註               |
| --------------- | ------ | ------------------ |
| M72 LAW         | 美国   | 用完即棄           |
| L14A1           | 瑞典   | 無後座力炮         |
| FGM-148標槍飛彈 | 美国   | 自主導引，用完即棄 |

#### 迫擊炮
- F2 81毫米迫擊炮

### 個人裝備
- 作戰服
  - 全黑連身服（已退役）
  -  軍綠色連身服
  -  DPCU（英语：Disruptive Pattern Camouflage Uniform）迷彩服（已退役）
  -  Crye Precision G2／G3作戰服（多地形迷彩樣式）
  -  AMCU（英语：Australian Multicam Camouflage Uniform）迷彩服
- 戰術頭盔
  -  Rabintex RBH Attack（已退役）
  -  MICH-2000（已退役）
  -  MICH-2002（已退役）
  -  Ops-Core FAST Ballistic（已退役）
  -  Ops-Core FAST Carbon
  -  Crye Precision AirFrame Helmet
- 抗噪耳機
  -  3M Peltor Comtac I
  -  3M Peltor Comtac II
  -  3M Peltor Comtac XPI
- 攜板背心
  -  Eagle Industries CIRAS（英语：Combat Integrated Releasable Armor System）（已退役）
  -  LBT 6094（已退役）
  -  Diamondback Tactical FAPC（已退役）
  -  Tyr Tactical PICO（已退役）
  -  Crye Precision CPC（已退役）
  -  Crye Precision AVS
  -  Crye Precision JPC
  -  SORD Plate Carrier（已退役）
  -  TBAS系列
- 防毒面具
  -  S-10
  -  Avon FM53
- 夜視儀
  -  AN/PVS-15
  -  GPNVG-18
- 無線電
  -  AN/PRC-152（英语：AN/PRC-152）
- 各種手榴彈
- M9刺刀
- M18A1闊刀地雷

## 戰爭罪行
2020年11月，經調查發現，SASR在阿富汗執行任務時涉嫌殺害39名手無寸鐵的阿富汗平民，同時該部隊被指有著要求新兵殺死戰俘的儀式，隊員更會在作案後把武器和通訊器材放置在屍體旁邊以掩飾罪行。目前澳洲軍方已解散SASR的第2中隊，並打算以一支新的單位取代之。
11月26日，根据ABC报道，10名现役特种空勤团成员涉阿富汗战争罪被开除，澳大利亚国防部消息人士表示，“面临被开除决定的精英士兵是已经解散的空勤团第2中队以及第3中队的成员”。
部份空降特勤團現役隊員及退役老兵都對澳洲政府解散中隊的決定表示強烈抗議，有隊員更威脅會辭職。

## 另見
- 空降特勤團
- 澳大利亚国防军
- 澳洲陸軍
  - 澳洲國防軍第1突擊團（英语：1st Commando Regiment）
  - 澳洲國防軍第2突擊團
  - 戰術突擊群
- 澳大利亚皇家空军
- 澳大利亚皇家海军